# Abu Sunbul (markaz)
Abu Sunbul (arab. مركز أبو سنبل, Markaz Abū Sunbul) – markaz (dystrykt) w południowym Egipcie, w muhafazie Asuan. W 2006 roku liczył 6413 mieszkańców. Siedziba markazu znajduje się w Abu Sunbul.